# 王尚禮
王尚禮（1508年—1556年1月23日），字敘夫，號立軒，陝西西安府華州渭南縣人，民籍，明朝政治人物。

## 生平
陝西鄉試第二十八名舉人。嘉靖二十六年（1547年）中式丁未科會試第四十一名，登第三甲第二十五名進士。户部觀政，授襄垣知县，升户部主事、员外郎。嘉靖三十四年腊月十二（1556年1月23日）嘉靖大地震中遇難。

## 家族
曾祖王秀，壽官；祖父王孟常；父王政，州判官。母李氏；繼母郭氏。子尔顾、尔显、尔须。